# Aeolesthes ningshanensis
Aeolesthes ningshanensis là một loài bọ cánh cứng trong họ Cerambycidae.